# Brachys kleinei
Brachys kleinei es una especie de escarabajo barrenador metálico del género Brachys, categorizada en la tribu Trachyini, de la subfamilia Agrilinae.

## Taxonomía
Fue descrita científicamente por Obenberger en 1939.
Tratamiento taxonómico
La especie aparece registrada y publicada en Über die von Herrn H. Schmidt in Costa Rica gesammelten Buprestiden. Arbeiten über Morphologische und Taxonomische Entomologie aus Berlin-Dahlem 6:301-314. (1939).